# 中華民國歷任省長得票率
中華民國省長得票率是從1994年起中華民國舉行的省長直接民選。由於國共內戰以來動亂的政治情勢，導致省自治遲遲無法實行，故並非普選產生，而是由中央政府派任的政務官。1994年實施《省縣自治法》後，實行地方自治，其他省分均為淪陷，無法實施公民直選，所以只剩下台灣省、台北市和高雄市進行選舉。
而後1997年中華民國憲法修正後，台灣省政府進行功能業務與組織調整（通稱「精省」或「凍省」），省長職務再度改為省主席，取消民選，由總統指派，再度成為政務官職。因《中華民國憲法增修條文》規定，大量精簡台灣省的行政組織與功能。但由於省政府的職權被大幅度削減，省主席一職已形同冗職。2007年以後，中央政府官員兼任省主席漸成慣例。

## 1994年

### 台灣省（第一屆）
| 號次 | 政黨       | 候選人 | 得票      | 得票率 | 當選 | 備註 |
| ---- | ---------- | ------ | --------- | ------ | ---- | ---- |
| 1    | 無黨籍     | 蔡正治 | 37,256    | 0.44%  |      |      |
| 2    | 新黨       | 朱高正 | 362,377   | 4.31%  |      |      |
| 3    | 中國國民黨 | 宋楚瑜 | 4,726,012 | 56.22% |      |      |
| 4    | 無黨籍     | 吳梓   | 25,398    | 0.3%   |      |      |
| 5    | 民主進步黨 | 陳定南 | 3,254,887 | 38.72% |      |      |

- 總選民人數：11,184,258人
- 實際投票數：8,517,124票
- 投 票 率：76.15%
- 有效票數：8,405,930票
- 無效票數：111,194票
- 已領未投：??票
- 備註：此次省長選舉是中華民國遷臺後，首次進行的大型首長選舉。
- 備註：台灣省長選舉僅一屆，在修憲後隨即精簡省組織，改以中央派任省主席。